# Gilbert Bougnol
Gilbert Bougnol (Saint-Myon, 31 agosto 1866 – Rueil-Malmaison, 20 ottobre 1947) è stato uno schermidore francese, vincitore di una medaglia d'argento nella scherma ai giochi olimpici.